# Miechucino (gromada)
Miechucino – dawna gromada, czyli najmniejsza jednostka podziału terytorialnego Polskiej Rzeczypospolitej Ludowej w latach 1954–1972.
Gromady, z gromadzkimi radami narodowymi (GRN) jako organami władzy najniższego stopnia na wsi, funkcjonowały od reformy reorganizującej administrację wiejską przeprowadzonej jesienią 1954 do momentu ich zniesienia z dniem 1 stycznia 1973, tym samym wypierając organizację gminną w latach 1954–1972.
Gromadę Miechucino z siedzibą GRN w Miechucinie utworzono – jako jedną z 8759 gromad na obszarze Polski – w powiecie kartuskim w woj. gdańskim na mocy uchwały nr 17/III/54 WRN w Gdańsku z dnia 5 października 1954. W skład jednostki weszły obszary dotychczasowych gromad Cieszenie, Miechucino i Reskowo (bez osady Babino) ze zniesionej gminy Chmielno w tymże powiecie. Dla gromady ustalono 14 członków gromadzkiej rady narodowej.
Na mocy uchwały Nr 9/XI/56 WRN w Gdańsku z 16 maja 1956, zatwierdzonej uchwałą Nr 559/56 Rady Ministrów z 11 września 1956, z gromady Miechucino wyłączono obszar parcel kat. Nr Nr 1, 243-245, 247-256 i 671/110 (karta mapy Nr 1, obręb Reskowo) i włączony do gromady Chmielno w tymże powiecie.
1 stycznia 1960 gromadę zniesiono, a jej obszar włączono do gromady Chmielno w tymże powiecie.